# Franjo Jelačić
Franjo Jelacic Bužimski (connu également sous le nom de Franz Jellacic ou Francis Yellachich de Buzhim en anglais, Franz Jellacic von Buzim en allemand et Ferenc Jellacsics de Buzim en hongrois), né le 4 avril 1746 à Petrinja et mort le 4 février 1810 à Zalaapáti, est un général autrichien d'origine croate, membre de la Maison de Jelačić. 
Il entra dans l'armée des Habsbourg comme officier de grenzers et se distingua sur le front ottoman puis pendant les guerres de la Révolution française. Promu général, il battit les Français à la bataille de Feldkirch en 1799, ce qui lui valut d'être élevé au grade de feld-maréchal-lieutenant. Ses défaites au cours des guerres napoléoniennes, comme à Dornbirn en 1805 ou à Sankt Michael en 1809, révélèrent toutefois la limite de ses talents militaires. 
Il fut propriétaire d'un régiment d'infanterie autrichien de 1802 jusqu'à sa mort.

## Biographie

### Du simple officier au général
Franjo Jelačić naquit le 4 avril 1746 à Petrinja, dans le royaume de Croatie, fief de la monarchie de Habsbourg. Il était le fils d'Anton Jelačić et de Bertha Grosić. Il embrassa la carrière des armes et s'enrôla, le 1er janvier 1763, dans le 1er régiment frontalier du Banat. Promu enseigne de son unité le 1er septembre suivant, il devint successivement lieutenant le 1er avril 1770, capitaine le 5 décembre 1772, major en second le 19 octobre 1783 et enfin major en premier le 1er avril 1788. Il participa à la guerre austro-turque de 1788 à 1791, au cours de laquelle il obtint le grade de lieutenant-colonel le 29 septembre 1789. 
Il fut ensuite transféré au régiment frontalier no 3 Oguliner le 18 septembre 1791 avant de commander un bataillon mixte croate et slavon avec lequel il participa à la guerre de la première coalition contre la France révolutionnaire. Il se distingua notamment à la bataille de Famars, le 23 mai 1793, ce qui lui valut d'être cité par le général en chef autrichien Cobourg dans son rapport. Élevé au rang de colonel le 22 mars 1794, il prit la tête d'un corps de tirailleurs frontaliers et combattit au Cateau-Cambrésis le 29 de ce mois. Il fut ensuite affecté sur le Rhin et participa à la campagne qui opposa les troupes coalisées aux forces françaises dans ce secteur en 1796. Attaché au corps du général Wartensleben, Jelačić se signala ainsi à la bataille de Wurtzbourg au mois de septembre ainsi que dans divers petits combats. Le 1er mars 1797, il fut nommé général-major de l'armée autrichienne, après trente-quatre ans passés sous les armes.
En octobre 1797, Jelačić stationnait à Francfort en qualité de brigadier sous les ordres du général Kospoth (en). Ce fut en août 1798 qu'il reçut l'autorisation d'épouser la baronne Anna von Portner, désignée dans une autre source sous le nom d'Ana Portner von Höflein. Quelques mois plus tard, en février 1799, il passa avec son grade au corps autrichien du général Hotze chargé de combattre les Français en Suisse. Le 23 mars, à la bataille de Feldkirch, Jelačić se heurta avec 5 500 hommes à une armée française forte de 12 000 soldats et commandée par deux futurs maréchaux de l'Empire, André Masséna et Nicolas-Charles Oudinot. Le général autrichien, qui ne disposait que de cinq bataillons d'infanterie dont trois de grenzers, adopta une posture défensive et refoula méthodiquement les colonnes françaises qui perdirent 3 000 tués ou blessés alors que les pertes autrichiennes ne dépassaient pas 900 hommes. En récompense de sa victoire, Jelačić fut fait chevalier de l'ordre militaire de Marie-Thérèse le 6 avril suivant. 
Il connut par la suite des alternatives de revers et de succès, s'emparant de plusieurs villages lors d'un combat près de Luciensteig le 14 mai et dirigeant la 1re colonne du corps de Hotze au cours de la victoire autrichienne de Zurich le 4 juin, avant d'être battu à trois reprises entre août et septembre 1799. Affecté au commandement d'une brigade du corps du prince de Reuss en juin de l'année suivante, il fut promu feld-maréchal-lieutenant le 31 octobre 1800. En 1802, l'empereur François II le nomma propriétaire du régiment d'infanterie no 62, qui porta désormais son nom,.

### Guerres napoléoniennes

#### Campagne de 1805

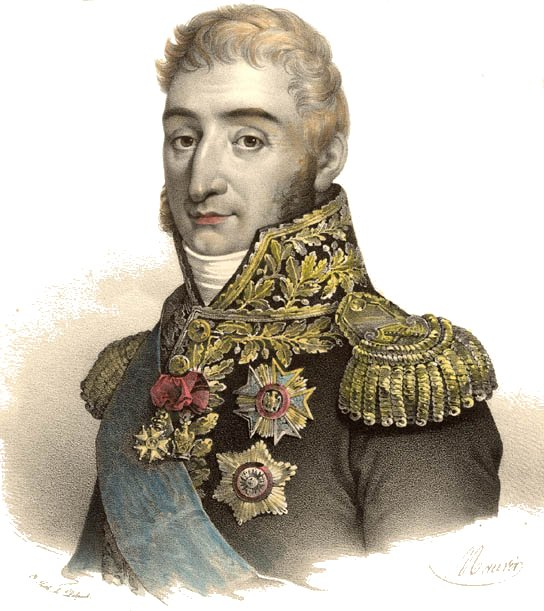
Le maréchal Pierre Augereau, vainqueur de Jelačić lors de la campagne de 1805.

Lors de la campagne d'Autriche de 1805, Jelačić fut affecté à l'armée commandée par l'archiduc Ferdinand et le général Mack. Ses troupes furent d'abord assignées à la défense de la ville de Biberach an der Riß puis, aux alentours du 6 octobre, Jelačić reçut de la part de Mack l'ordre de se diriger vers Ulm. Son corps alignait alors 16 bataillons d'infanterie, six compagnies de jägers et six escadrons de cavalerie, pour un total de 15 000 hommes. À la tête de la Grande Armée, Napoléon entama sa manœuvre d'enveloppement de l'armée autrichienne. Des affrontements eurent lieu à Wertingen le 8 octobre, Günzburg le 9 et Haslach-Jungingen le 11, qui resserrèrent l'étau autour de la forteresse d'Ulm. Le 12, la réorganisation du commandement fit de Jelačić l'un des quatre principaux commandants de l'armée autrichienne avec les généraux Riesch, Werneck et Schwarzenberg. Mack ordonna ensuite à Jelačić de faire route vers le Tyrol en passant par Ochsenhausen, décision d'autant plus curieuse qu'elle ne reposait sur aucun fondement stratégique.
Après la reddition d'Ulm auquel il échappa, le corps de Jelačić se replia dans le Vorarlberg, près du lac de Constance. Napoléon lança à sa poursuite le 7e corps d'armée du maréchal Pierre Augereau, fort de 12 000 hommes. Méthodiquement, combat après combat, Augereau fit reculer les Autrichiens et parvint à fractionner leurs forces. Le 13 novembre 1805, à Dornbirn, Jelačić se rendit à Augereau avec les 4 000 hommes qui lui restaient. Conformément aux clauses de la reddition, les Autrichiens regagnèrent la Bohême avec la promesse de ne pas se battre contre la France pendant un an. La cavalerie de Jelačić, dirigée par le général-major von Reichenberg, réussit quant à elle à traverser la Bavière et à se réfugier en Bohême. Un dernier fragment de l'armée du Vorarlberg, commandé par le prince de Rohan, tenta de rejoindre Venise mais fut intercepté par les généraux Gouvion Saint-Cyr et Reynier à Castelfranco Veneto et dut déposer les armes. Après ces événements, Jelačić obtint sa mise à la retraite et quitta l'armée. Le titre de baron lui fut octroyé le 8 juillet 1808.

#### Campagne de 1809
Avec la formation de la Cinquième Coalition contre la France, Jelačić reprit du service et obtint le commandement d'une division d'infanterie attachée au VIe corps du général Hiller. Son unité comptait à l'origine deux brigades d'infanterie de ligne sous les ordres des généraux Ettingshausen et Hoffmeister, mais cette dernière fut remplacée par la brigade légère du général Provenchères au commencement de la campagne. La division Jelačić fut d'abord détachée vers Munich, mais la nouvelle des défaites autrichiennes à Abensberg, Landshut et Eckmühl, du 20 au 22 avril 1809, incita son commandant à rétrograder sur Salzbourg tandis que le gros du corps de Hiller amorçait sa retraite vers l'est.

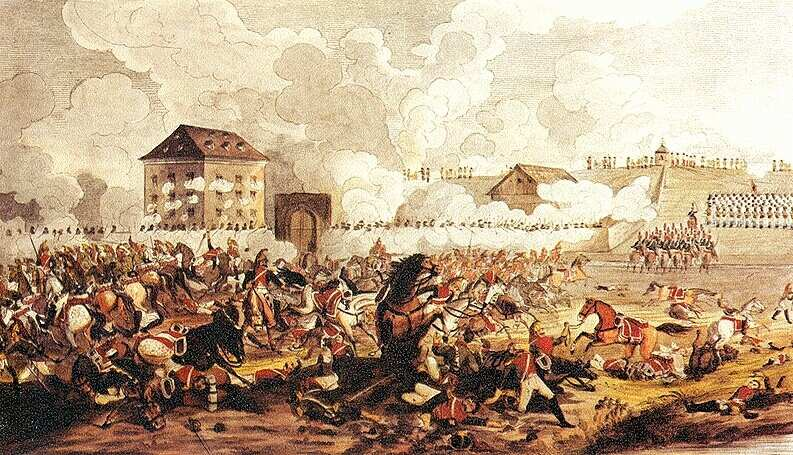
La bataille de Raab, 14 juin 1809. Graphique en couleur d'Eduard Kaiser, XIXe siècle.

Les quelque 10 000 hommes de Jelačić furent ensuite affectés à l'armée d'Italie commandée par l'archiduc Jean d'Autriche. Le 29 avril, les troupes bavaroises occupèrent Salzbourg alors qu'au même moment, Jelačić s'enfuyait vers le sud. Les 1er, 4 et 5 mai, il défendit avec succès le col de Lueg près de Golling an der Salzach, en repoussant à deux reprises une brigade bavaroise. Provenchères et presque toute la cavalerie reçurent l'ordre de rallier l'armée principale. De son côté, l'archiduc Jean, qui attendait impatiemment l'arrivée de Jelačić, avait pourtant émis des directives ambiguës à ce sujet. Ses ordres furent mal interprétés par son subordonné et celui-ci se maintint sur Salzbourg jusqu'au 19 mai. Lorsqu'il se décida enfin à se retirer sur Graz, il était déjà trop tard. En outre, il commit l'erreur de se séparer de la majeure partie de son artillerie, pensant qu'elle ne lui serait que de peu d'utilité dans les montagnes, et ne conserva avec lui que quatre canons. Le 25 mai, un corps franco-italien fort de 12 000 à 15 000 hommes, commandé par le général de division Paul Grenier, intercepta Jelačić à Sankt Michael, près de Leoben. Presque entièrement dépourvues d'artillerie et de cavalerie, les troupes autrichiennes furent écrasées, perdant 423 tués, 1 137 blessés et 4 963 prisonniers sur un effectif initial d'environ 9 000 hommes,,. Évoquant ce désastre, l'historien Gunther Rothenberg qualifie Jelačić de « général remarquablement incompétent et malchanceux ».
Malgré la défaite de Sankt Michael, Jelačić et les débris de sa division parvinrent à rejoindre les forces de l'archiduc Jean qui se repliaient à travers la Hongrie. Lors de la bataille de Raab, le 14 juin 1809, il dirigea les 7 500 hommes de l'aile droite. Avec l'appui des troupes de réserve, ses soldats repoussèrent la première attaque franco-italienne mais ne purent empêcher la défaite. Sa division fit partie des renforts amenés par l'archiduc Jean à son frère lors de la bataille de Wagram, trop tard néanmoins pour renverser le cours des événements. Ce fut là son dernier commandement : Franjo Jelačić mourut le 4 février 1810 à Zalaapáti, dans l'actuelle Hongrie.

## Vie privée
De son mariage naquit en 1801 Josip Jelačić, qui devint général à la suite de son père et soutint le régime autrichien lors de la révolution hongroise de 1848. Son second fils Georg opta également pour une carrière militaire qu'il termina avec le grade de feld-maréchal-lieutenant.